# Motu Nao
Pour les articles homonymes, voir Motu (homonymie).
Motu Nao, ou rocher Thomasset, est une minuscule île du groupe sud de l'archipel des Marquises, en Polynésie française.

## Situation
Elle se situe à vingt-quatre kilomètres au nord-est de l'île de Fatuiva. À marée basse, son sommet dépasse de quatre mètres maximum le niveau de l'océan, tandis qu'à marée haute, les rochers affleurent à peine à la surface.
Pour cette raison, Motu Nao constitue un danger pour la navigation des bateaux arrivant à Fatuiva par l'est.
Administrativement, l'île dépend de la commune de Fatuiva. Elle est portée sur les cartes marines depuis sa reconnaissance par l'Ariane en 1844, à bord duquel se trouvait René-Edmond Thomasset, un officier de la Marine française se faisant remarquer quelques mois plus tard lors de la guerre franco-tahitienne.

## Géologie
Motu Nao est tout ce qu'il reste du sommet d'une île aujourd'hui engloutie par un phénomène de subsidence.
Hormis ce pic, le reste du sommet se trouve à quarante mètres sous la surface. Les images satellites montrent qu'il est entouré d'une structure circulaire d'environ trois kilomètres de diamètre, mais il n'est pas possible de dire s'il s'agit d'un îlot entouré d'un plateau corallien submergé, comme à Fatu Huku ou Hatu Iti, ou du sommet d'un guyot.
Cette île est en fait pratiquement un mont sous-marin.
Contemporaine de sa proche voisine Fatuiva, elle est âgée de 1,34 million d'années. Motu Nao était plus petite et moins haute que Fatuiva, ce qui explique qu'elle ait déjà presque disparu. La vitesse de subsidence étant d'un millimètre par an, on peut calculer que l'île était à l'origine aussi haute que les autres îles Marquises d'aujourd'hui.

## Noms
- Motu Nao peut se traduire par l'île sombrée en mer[4]. Sans aller jusqu'à affirmer que les Marquisiens connaissaient le phénomène de subsidence, cela laisse penser qu'ils avaient reconnu une ancienne île dans ce rocher et les formations sous-marines qui l'entourent.
- En marquisien, son nom s'écrit Motunaò (l'accent grave représente une consonne glottale)
- En français, elle est nommée Rocher Thomasset, ou parfois Roche Thomasset[1], en l'honneur de René-Edmond Thomasset
- En anglais, on la nomme Thomasset Rock[5]
- Ariane Rock, autre nom anglais